# Loutra Oreas Elenis
Loutra Oreas Elenis oder Loutra Elenis (griechisch Λουτρά Ωραίας Ελένης (n. pl.) = Bäder der schönen Helena) ist ein Küstenort in der griechischen Gemeinde Korinth in der Peloponnes. Es liegt an der Ethniki Odos 70, die von Korinth nach Argos führt, etwa 6 km südlich des Kanals von Korinth.

## Beschreibung
Der Ort liegt auf der Halbinsel Kechries und an dem südlich davon gelegenen Strand. In den letzten 30 Jahren hat sich die Einwohnerzahl verdreifacht und die Siedlung stößt im Süden inzwischen an den Nachbarort Kato Almyri und ist nur durch das Bett eines ausgetrockneten Bachs von ihm getrennt. Der Zuzug kam hauptsächlich aus Athen, dem Nachbarort Galataki und dem nahe gelegenen Bergort Angelokastro. Es entstanden auch viele Ferienhäuser, so dass sich die Einwohnerzahl im Sommer verdreifacht. Etwa 800 m westlich des Ortes am Südhang des Oneia-Gebirges wurde die Siedlung Siemens oder Mediterranean Village errichtet, die Eigentum der Baukooperative der Siemens Corporate Personnel ist.
| Jahr | Einwohnerzahl |
| ---- | ------------- |
| 1991 | 409           |
| 2001 | 915           |
| 2011 | 1145          |

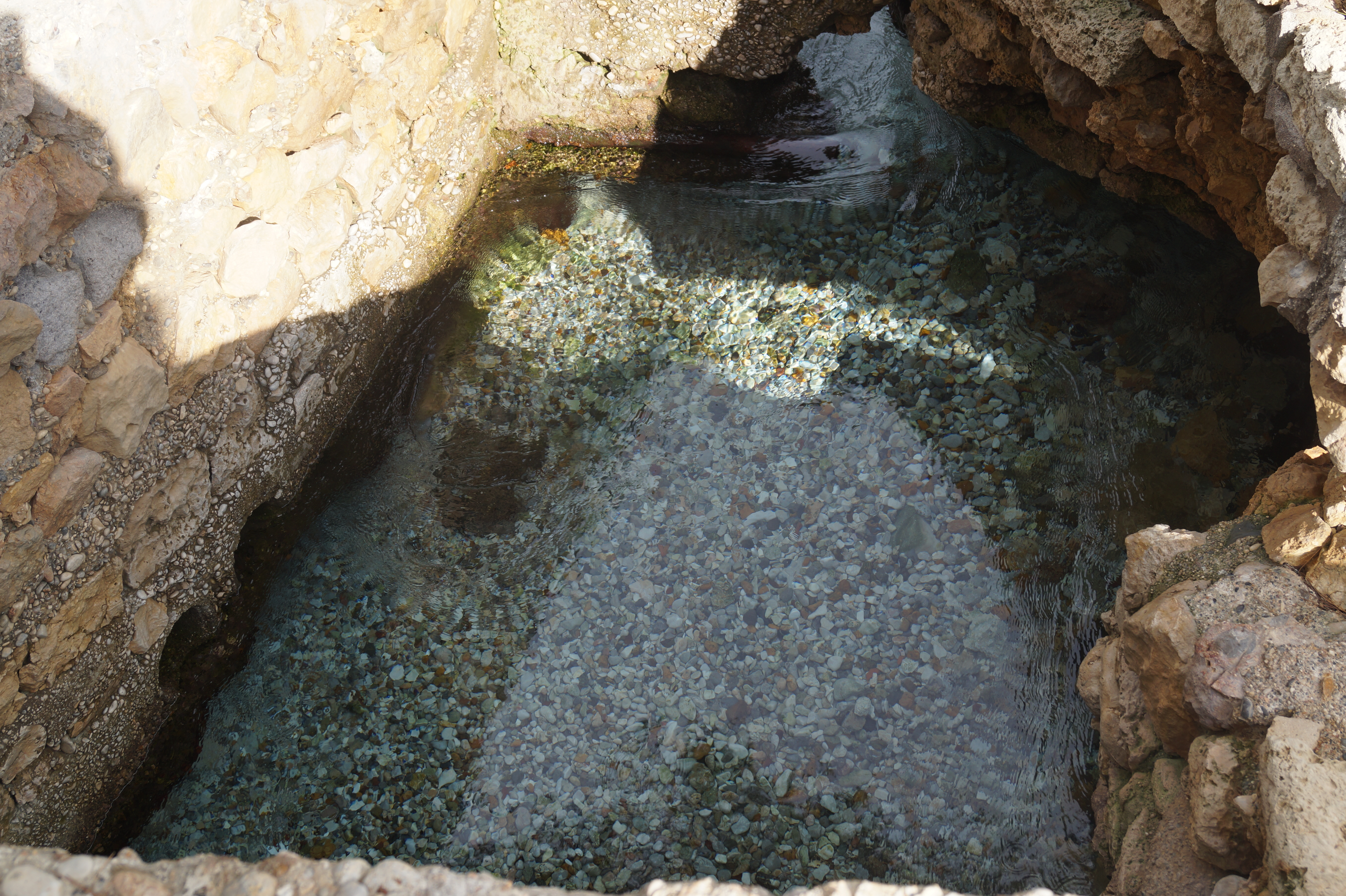
Becken der Bäder der Helena

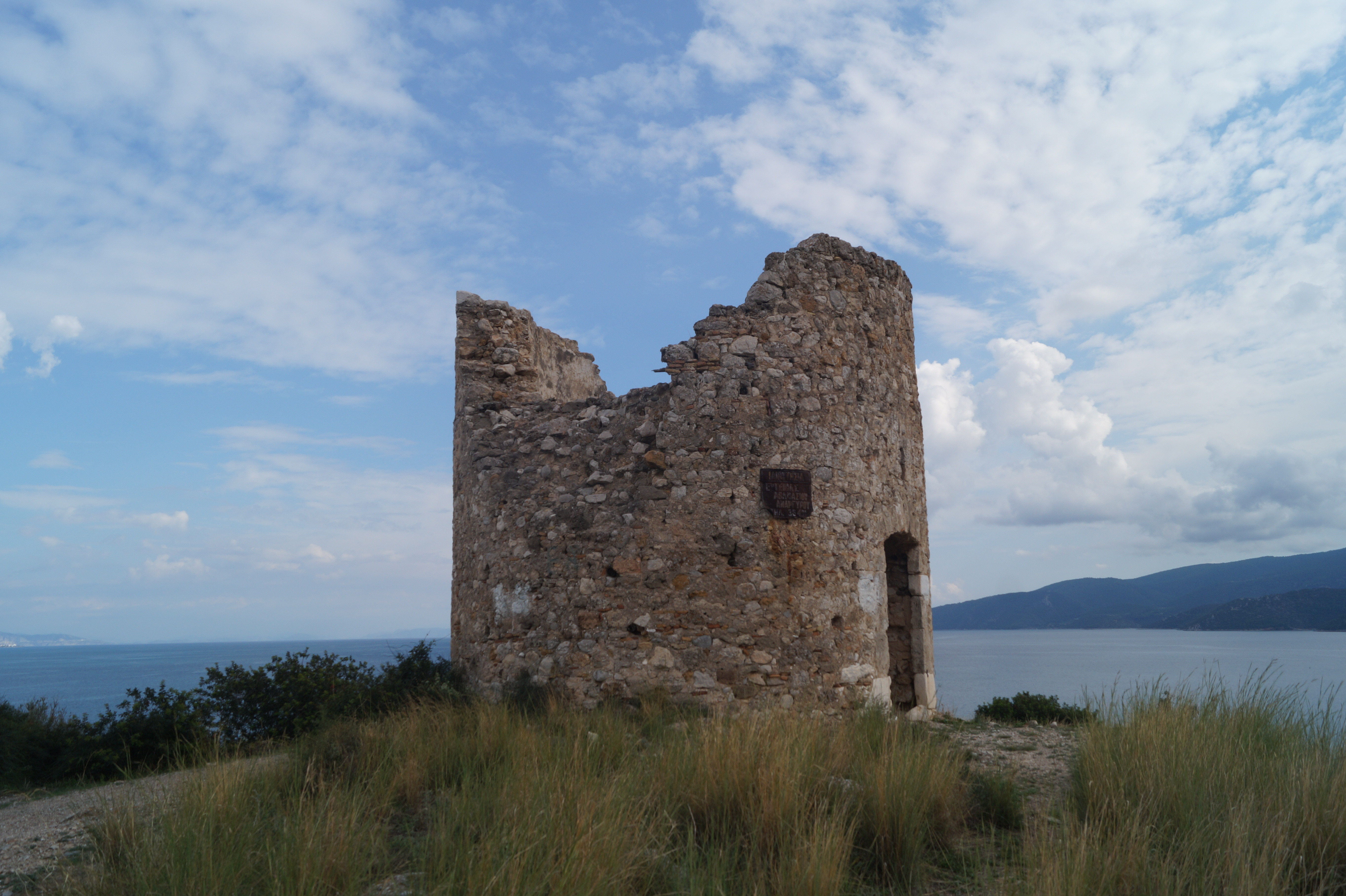
Ruine der Windmühle auf Kap Kechries

Neben dem langgezogenen Südstrand gibt es einen kleinen Strand nördlich der Halbinsel. Etwa 100 m nördlich des Strandes befinden sich die thermalen Salzquellen und Überreste von Badebecken. Hier soll die schöne Helena, die Frau des Menelaos, einst gebadet haben und dem Ort seinen heutigen Namen verliehen haben. Im Nordteil der Halbinsel steht der kleine Wald von Loutra Oreas Elenis und auf dem höchsten Punkt die Ruine einer runden Windmühle.

## Geschichte
Schon im Späthelladikum gab es auf der Halbinsel Kechries eine Siedlung. 425 v. Chr. landete hier, zwischen dem Vorgebirge Chersones und Loutra Oreas Elenis, das damals noch Rheiton hieß, der attische Feldherr Nikias und verheerte das Land. Es kam schließlich zur Schlacht bei Solygeia, bei der die Korinther unter großen Verlusten die Athener vertreiben konnten. Im 4. Jahrhundert v. Chr. wurde auf dem Oneia das Fort Stanotopi errichtet. Im 2. Jahrhundert besuchte der Geograph Pausanias den Ort und berichtete, dass sich hier das Bad der Helena befand. Aus einem Felsen beim Meer soll eine Quelle entsprungen sein und an der Stelle, an der sich das Quellwasser mit dem Meerwasser gemischt hat, soll das Meer gesiedet haben. Im Mittelalter errichteten die Venezianer auf dem Oneia eine Befestigung, die durch ein Bergwerk teilweise zerstört wurde.
Während des Zweiten Weltkriegs wurde die Windmühle von der Wehrmacht als Artilleriestellung verwendet.